# Jaune-orange
Les jaune-orange sont les nuances comprises, sur le cercle chromatique, entre le jaune et l'orange.
La norme AFNOR X08-010 « Classification méthodique générale des couleurs » (annulée le 30 août 2014) définissait un champ jaune-orange entre les jaunes et les orange, la longueur d'onde dominante étant comprise entre 579 et 584 nanomètres, et une couleur assez pure et claire. Les mêmes teintes, sombres, sont des bruns ; lavées de blanc, ce sont des beiges, si elles sont de clarté moyenne, des crème (plus orangés) ou des ivoire (plus jaune) si elles sont de clarté élevée.
|            | 578     | 578     | 579     | 579          | 580          | 580          | 581          | 581          | 582          | 582          | 583          | 583          | 584          | 584          | 585          | 585          | 586          | 586          | 587          | 587          | 588          | 588      | 589      | 589      |
| AFNOR 1977 | ← jaune | ← jaune | ← jaune | jaune-orangé | jaune-orangé | jaune-orangé | jaune-orangé | jaune-orangé | jaune-orangé | jaune-orangé | jaune-orangé | jaune-orangé | jaune-orangé | orangé-jaune | orangé-jaune | orangé-jaune | orangé-jaune | orangé-jaune | orangé-jaune | orangé-jaune | orangé-jaune | orangé → | orangé → | orangé → |

Le champ des jaune-orange inclut notamment les ambres.
Au XIXe siècle, Michel-Eugène Chevreul a entrepris de repérer les couleurs entre elles et par rapport aux raies de Fraunhofer. Il situe le orangé-jaune type à une longueur d'onde de 586,1 nm. Aurore (id., p. 129), beurre frais (id., p. 130), le jaune de cadmium (id., p. 138) sont orangé-jaune ; fauve (id., p. 131) et isabelle (id., p. 133) sont un degré plus jaune à 1 orangé-jaune, mais rabattus, c'est-à-dire grisâtres.